# ねぇ (藤田麻衣子の曲)
「ねぇ」は、藤田麻衣子の7枚目のシングル。2012年4月18日にLantisから発売された。

## 概要
前作「泣いても 泣いても／花火」から約5ヶ月ぶりのリリースであり、2012年1枚目のシングル。また、レコードレーベルは既存の作品のMW RECORDSではなくLantisから発売された。
表題曲「ねぇ」は、テレビアニメ『緋色の欠片』のオープニングテーマとして起用された。自身のシングル表題曲がテレビアニメの主題歌に起用されるのは初。また、自身のシングル収録曲が『緋色の欠片シリーズ』の主題歌に起用されるのは5枚目のシングル「瞬間」から3作連続。
初回限定盤、通常盤の2種リリースであり、初回盤には表題曲「ねぇ」のPVが収録されたDVDが同梱されている。通常盤のディスクジャケットには、表題曲が起用されたテレビアニメ『緋色の欠片』の登場キャラクターである鬼崎拓磨、鴉取真弘、狐邑祐一、大蛇卓、犬戒慎司が描かれている。イラストはアニメーション制作を手掛けたスタジオディーンによる描き下ろし。
表題曲にはPVが製作されており、2012年3月21日にYouTube、ニコニコ動画のLantis公式ちゃんねる『Lantisちゃんねる』からPVのショートバージョンが配信された。PVの撮影は2012年2月24日に行われた。またPVには女優の石丸佐知が出演している。
本作の発売を記念したイベント『藤田麻衣子「ねぇ」発売記念インストアミニライブイベント』が2012年4月27日にアニメイト横浜店で開催された。内容はミニライブ、握手会などが行われた。

### 主な記録
2012年4月30日付のオリコン週間シングルチャートで25位を獲得。初動売上は0.4万枚であり前作から0.2万枚増加した。なお、自身の作品がオリコン週間チャートTOP30入りを果たすのは初。デイリーチャートでは4月20日付で最高位の18位を獲得した。
2012年4月30日付のBillboard JAPAN HOT 100で77位、Billboard JAPAN Hot Singles Salesで22位、Billboard JAPAN Hot Animationで10位を獲得した。また、2012年4月28日放送分のCOUNT DOWN TV内のThis Week's TOP 100で41位、2012年4月度の超!アニメロ月間着うたフルチャートで6位、iTunes Storeのチャートではトップソングチャートで4位、トップアニメソングチャートで首位を獲得した。

## 批評
CDジャーナルは、「ストリングス、ピアノのシンプルなサウンドが展開されており、中々打ち明けられない気持ちを描いたバラード曲である。」と評した。

## 収録曲
全曲作詞・作曲：藤田麻衣子
1. ねぇ (4:27)
編曲：虹音
Drums：宮田繁男、E.Bass：入江太郎、A.Guitar：遠山哲朗、Piano：紺野紗衣[12]
1枚目のシングル「恋に落ちて」を意識した曲であり、「恋をするとこうなる」をテーマにしたと語っている[13]。
2. 好きになるとどうして (4:48)
編曲：大野宏明
詞は男性目線で描かれている[14]。
3. ねぇ（instrumental） (4:26)
4. 好きになるとどうして（instrumental） (4:49)

DVD（初回限定盤のみ同梱）
1. ねぇ（Music Clip）

## タイアップ
| 曲名     | タイアップ                                             |
| -------- | ------------------------------------------------------ |
| 「ねぇ」 | よみうりテレビ系アニメ『緋色の欠片』オープニングテーマ |

## 収録アルバム
| 曲名                 | 収録アルバム | 発売日        | 備考                  |
| -------------------- | ------------ | ------------- | --------------------- |
| ねぇ                 | 『1%』       | 2012年7月18日 | 5thオリジナルアルバム |
| 好きになるとどうして | 『1%』       | 2012年7月18日 | 5thオリジナルアルバム |